# SMS
|  | Per a altres significats, vegeu «SMS (desambiguació)». |

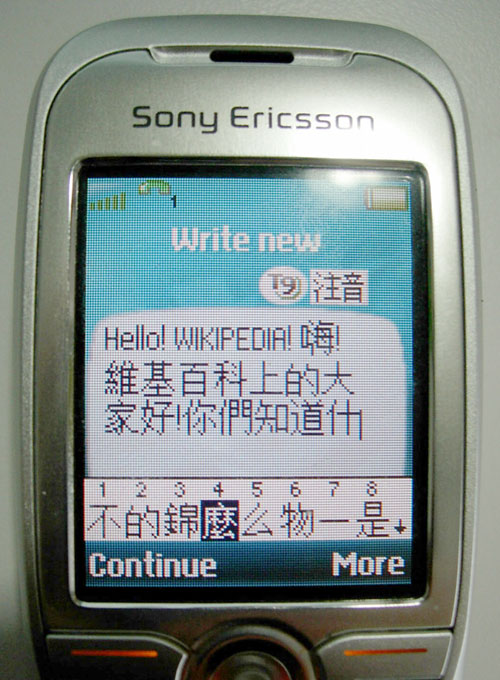
Enviament d'un SMS

E.161, teclat de mòbil genèric

El servei de missatges curts o SMS (Short Message Service) és un servei disponible en els telèfons mòbils que permet l'enviament de missatges curts (també coneguts com a missatges de text) entre telèfons mòbils, telèfons fixes i altres dispositius de mà. SMS fou dissenyat originàriament com una part de l'estàndard de telefonia mòbil digital GSM, però posteriorment també va estar disponible en una àmplia varietat de xarxes, incloent-hi les de tercera generació 3G.

## Llenguatge SMS
La limitació de la mida dels missatges, la reduïda interfície dels mòbils i el mateix llenguatge originat en els chats han contribuït a fer que els usuaris del servei SMS desenvolupessin un ús intensiu d'abreviatures (com ara pq en comptes de perquè). Aquesta economia de caràcters també suposa la substitució de determinats sons per nombres (10 per adéu) i l'omissió de vocals (kdm a ls 8 per quedem a les 8). En relació amb els usuaris d'aquest llenguatge, les persones que escriuen sovint o excessivament en llenguatge SMS en xats, mòbils, fòrums, i d'altres mitjans, s'anomenen xaters.
Aquests tipus de llenguatges es caracteritzen per trobar-se per tot el món, presentant diferències o variacions pròpies segons l'idioma original amb el qual s'hagin format. Així, en xinès mandarí, les paraules que tenen una pronunciació semblant als nombres són substituïdes per aquests, com en el cas de 521 ("wu er yi"), que substitueix a "t'estimo" ("wo ai ni"). Igualment en alguns països d'Europa, per evitar les encara més grans limitacions en la mida dels missatges que utilitzen lletres ciríl·liques, alguns europeus orientals utilitzen les lletres de l'alfabet llatí per a representar llur idioma
Per a ajudar a l'enteniment i difusió d'aquest llenguatge, s'ha creat tot un llenguatge SMS a partir de les abreviatures més comunes de paraules de l'idioma original, i fins i tot s'han editat diccionaris per a guiar als qui no coneixen les abreviatures utilitzades en els mòbils. Hi ha tants llenguatges SMS com usuaris, ja que no existeix una norma escrita que digui com i quant cal abreviar cada paraula. Nogensmenys, l'ús habitual dona lloc a certes regularitats entre cadascun dels diferents grups d'usuaris. El principal grup el constitueixen els joves, que dediquen molt de temps a aquest tipus de comunicació.